# Alpheus triphopus
Alpheus triphopus is een garnalensoort uit de familie van de Alpheidae. De wetenschappelijke naam van de soort is voor het eerst geldig gepubliceerd in 1906 door Nobili.